# Athetis coreana
Athetis coreana là một loài bướm đêm trong họ Noctuidae.